# روبرت ستيرلينغ كلارك
روبرت ستيرلينغ كلارك (بالإنجليزية: Robert Sterling Clark)‏ هو كاتب ومؤلف أمريكي، ولد في 25 يونيو 1877 في نيويورك في الولايات المتحدة، وتوفي في 29 ديسمبر 1956 في ويليامزتاون في الولايات المتحدة.